# Wang Hui-ling
Pour les articles homonymes, voir Wang (patronyme).
Dans ce nom chinois, le nom de famille, Wang, précède le nom personnel.
Wang Hui-ling (chinois : 王 蕙玲) est une scénariste taïwanaise, occasionnellement actrice, née en 1964.

## Filmographie

### Cinéma
Scénariste
- 1994 : Salé, sucré
- 2000 : Tigre et Dragon
- 2000 : Ye ben
- 2005 : The Myth
- 2007 : Lust, Caution

Actrice
- 2007 : Lust, Caution

## Distinctions
Récompenses
- Golden Horse Film Festival :
  - Meilleur scénario adapté 2007 (Lust, Caution)
- Prix Hugo :
  - Meilleur film 2001 (Tigre et Dragon)
- Science Fiction and Fantasy Writers of America :
  - Meilleur scénario 2002 (Tigre et Dragon)

Nominations
- Oscar du cinéma :
  - Oscar du meilleur scénario adapté 2001 (Tigre et Dragon)
- Saturn Award :
  - Saturn Award du meilleur scénario 2001 (Tigre et Dragon)
- Asian Film Award :
  - Meilleur scénariste 2008 (Lust, Caution)
- British Academy Film Awards :
  - British Academy Film Award du meilleur scénario adapté 2001 (Tigre et Dragon)
- Golden Horse Film Festival :
  - Meilleur scénario adapté 2000 (Tigre et Dragon)
- Hong Kong Film Awards :
  - Meilleur scénario 2001 (Tigre et Dragon)
- Independent Spirit Awards :
  - Meilleur scénario 1995 (Salé, sucré)
- Satellite Awards :
  - Satellite Award du meilleur scénario adapté 2007 (Lust, Caution)
- Writers Guild of America Awards :
  - Meilleur scénario adapté 2001 (Tigre et Dragon)